# فنتیل‌آمین
فنتیل‌آمین (انگلیسی: Phenethylamine) یک ترکیب آلی، آلکالوئید مونوآمین طبیعی، و یک آمین جزئی است که در انسان‌ها به عنوان یک محرک سیستم عصبی مرکزی عمل می‌کند. در پستانداران، این ماده از آمینواسید ال-فنیل آلانین توسط آنزیم ال-آمینواسید دی کربوکسیلاز از طریق فرایند کربوکسیل‌زدایی آنزیمی تولید می‌شود.
علاوه بر حضور آن در بدن پستانداران، این ماده در بسیاری از جانداران و غذاها همانند شکلات، خصوصاً بعد از فرایند تخمیر میکروبی، یافت می‌شود.
فنتیل آمین به عنوان مکمل غذایی برای فواید ادعایی آن در جهت بهبود خلق و کاهش وزن در بازار فروخته می‌شود؛ با اینحال، با مصرف آن از راه دهان، مقدار زیادی از این ماده در روده کوچک توسط آنزیم مونوآمین اکسیداز بی (MAO-B) و ALHD متابولیز شده و به فنیل استیک اسید تبدیل می‌گردد. این بدان معنی است که برای اینکه این ماده بتواند خود را از طریق مصرف دهانی، به مغز برساند نیاز به مصرف دوز بسیار بالاتری نسبت به دیگر روش‌های مصرف این ماده می‌باشد.
فنتیل آمین‌ها، یا به عبارت صحیح تر، فنتیل آمین‌های جایگزین شده (Substituted Phenethylamines)، به گروهی از مشتقات فنتیل آمین گفته می‌شوند که دارای پایه و ساختار مولکولی فنتیل آمین هستند. به عبارتی دیگر، این طبقه‌بندی شیمیایی شامل مشتقاتی است که با جایگزین کردن یک یا بیشتر از یک اتم هیدروژن در ساختار پایه ای فنتیل آمین انجام می‌گیرد.
طبقه‌بندی فنتیل آمین‌های جایگزین شده، شامل تمامی آمفتامین‌ها و متیلن دیوکسی فنتیل آمین‌های جایگزین می‌شود که این دسته خود در برگیرنده داروهای زیادی از دسته امپاتوژن‌ها مانند اکستازی، روان گردان‌ها مانند مسکالین، محرک‌ها مانند مت‌آمفتامین، ضد افسردگی‌ها مانند بوپروپیون، ضد پارکینسون مانند سلژیلین، دکونژستانت مانند سودوافدرین، آنورکتیک‌ها (کاهنده اشتها) مانند فنترمین، گشادکننده برونش مانند سالبوتامول، افزایش دهنده فشار خون مانند افدرین و در کنار موارد دیگر می‌باشد.

## حضور طبیعی
فنتیل آمین توسط محدوده گسترده‌ای از گونه‌ها در بین قلمرو گیاهان و جانوران، از جمله انسان‌ها تولید می‌شود. این ماده همچنین توسط قارچ و باکتری‌های بخصوصی از جمله لاکتوباسیلوس، انتروباکتریاسیا، سودومونا، کلوستریدیوم ساخته شده و در غلظت کافی به عنوان عامل ضد میکروبی قوی در برابر برخی سویه‌های پاتوژنی باکتری اشریشیا کلی عمل می‌کند.

## در شیمی

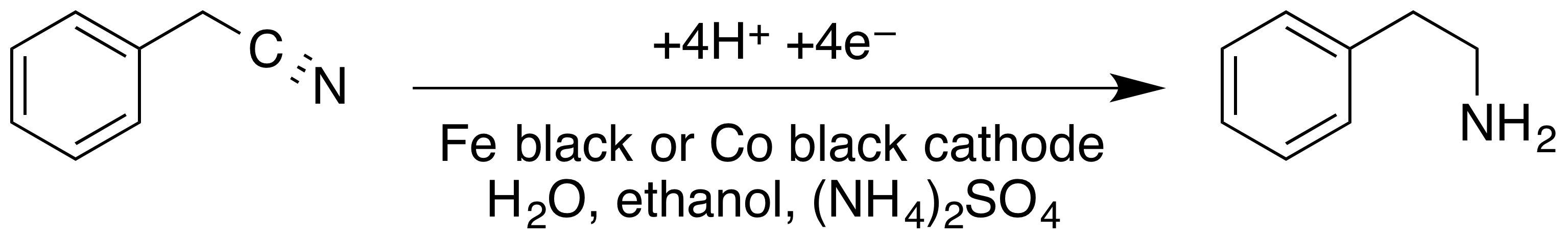
عکسی از تبدیل یک گروه اتیل به فنتیل آمین

فنتیل آمین یک آمینه اصلی است، گروه آمینو از طریق یک پیوند دو-کربنی یا یک گروه اتیل به یک حلقه بنزنی متصل شده‌است. در حالت خالص و در دمای اتاق بصورت یک مایع بی‌رنگ می‌باشد که بوی شبیه ماهی دارد، در آب، اتر. اتانول قابل حل است. چگالی آن ۰٫۹۶۴ گرم بر میلی لیتر بوده و نقطه جوش آن ۱۹۵ درجه سانتیگراد است. در هنگام تماس با هوا، با منواکسید کربن ترکیب شده و نمک کربنات تشکیل می‌دهد. فنتیل آمین بر طبق اندازه‌گیری از نمک هیدروکلراید آن خاصیت بسیار بازی دارد و توانایی تشکیل نمک کریستالی پایدار و با نقطه جوش ۲۱۷ درجه سانتیگراد را دارا می‌باشد.

## فارماکولوژی
فنتیل آمین اهداف زیست مولکولی یکسانی با آمفتامین داشته و موجب آزاد شدن دوپامین و نوراپی نفرین در مغز می‌شود. علاوه بر این به نظر می‌رسد از طریق یک مکانیسم مرتبط با گلوتامات موجب آزادسازی استیل کولین می‌شود. همچنین در مغز انسان نقش آگونیست گیرنده TAAR1 را دارد.
نقش اصلی آن در بدن، تعدیل نورونی مونوآمین‌ها و به میزان کمتر، یک پیام رسان عصبی می‌باشد. همچنین در احساسات عاطفی و ایجاد احساس صمیمیت و معاشرت پذیری و لذت نقش ویژه ای دارد.
اگر این ماده بهمراه یک MAOI از دسته B (به دلیل تأثیر آنزیم مونوآمین اکسیداز B بر اکسیداسیون فنتیل آمین) مصرف شود، می‌تواند تأثیرات امپاتوژنی مشابه با اکستازی ایجاد کند، هر چند این اثرات به نسبت نیمه عمر کمتر و عوارض جانبی بیشتری خواهند داشت. از جمله این اثرات می‌توان به احساس شدید خوشحالی، لذت، صمیمیت، نزدیکی به دیگران، افزایش حس جنسی، افزایش انگیزه، سرخوشی فیزیکی، افزایش دقت و تمرکز و خلاقیت اشاره کرد. لازم است ذکر شود که ۳ پیام رسان عصبی مهم مغز یعنی دوپامین، نوراپی نفرین و آدرنالین از این ماده مشتق شده‌اند.
نیمه عمر فنتیل آمین بین ۵ تا ۱۰ دقیقه است و نیمه عمر آن در صورتی که خود مغز آن را تولید کند در نورون‌های کاتکول آمینی به سختی به ۳۰ ثانیه می‌رسد. در انسان‌ها، فنیل‌استیک اسید متابولیت اوره ای اصلی این ماده در بدن است و از طریق متابولیسم آنزیم مونوآمین اکسیداز و ALHD ایجاد می‌شود.